# الجسر المصري

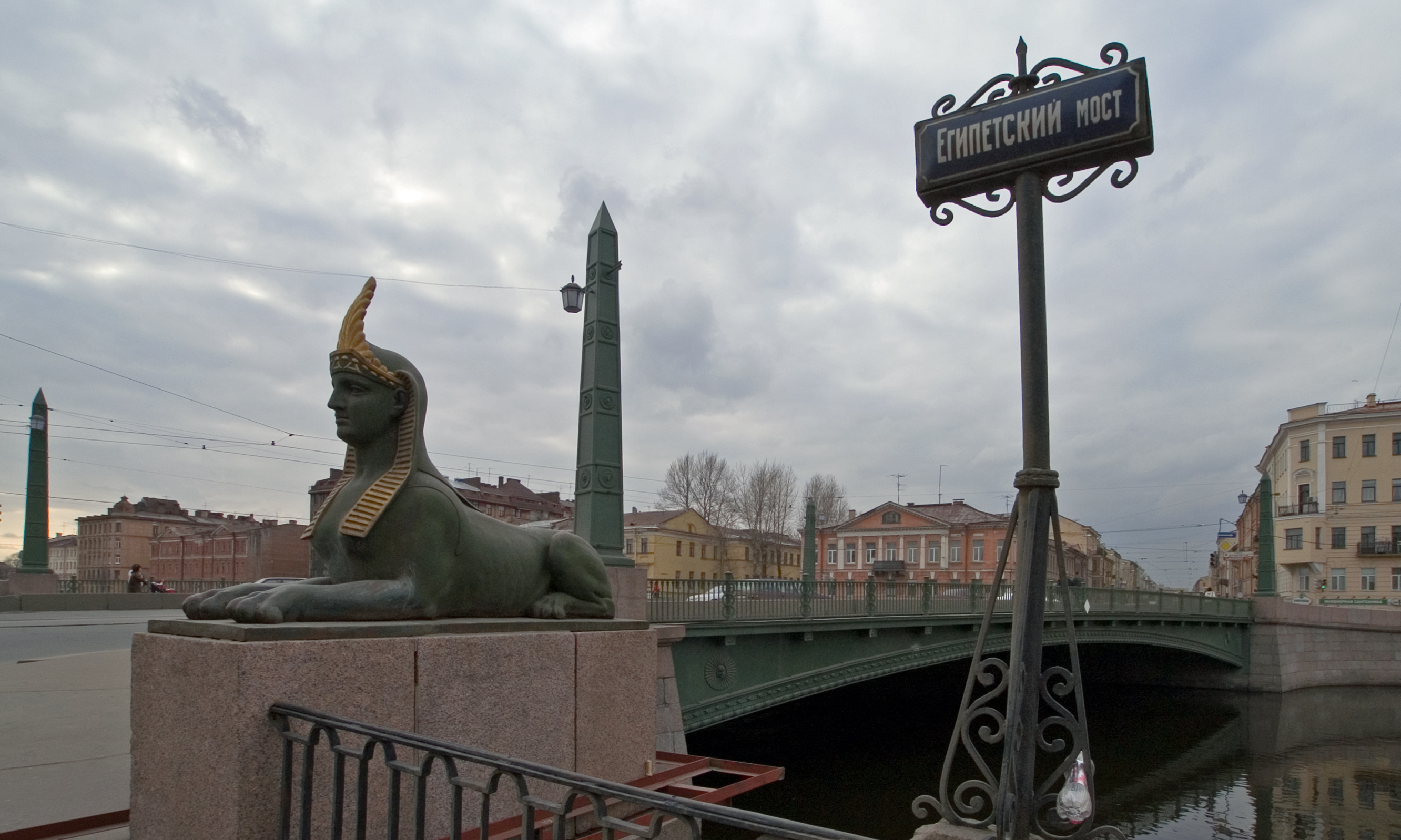
صورة يظهر فيها الجسر المصري بجوار تمثال لأبي الهول

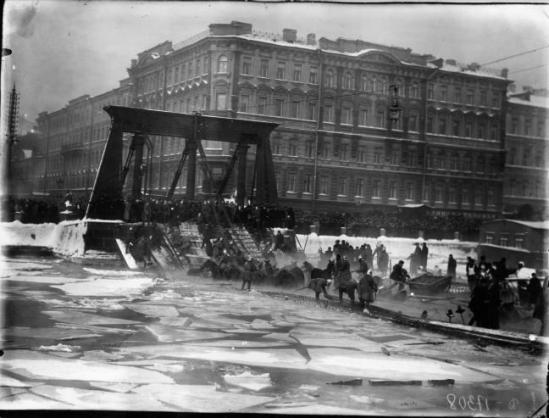
انهيار عم 1905

الجسر المصري (بالروسية: Египетский мост) جسر معلق في سان بطرسبرج، روسيا يعتبر حلقة الوصل بين حارتي ليرمونتفيسكي على نهر فونتانكا.
تم بناء الجسر كأحد المعالم التاريخية لمصر أو ما يسمى بالهوس بالمصريات في بداية القرن التاسع عشر بالتحديد في عامي 1825-1826 اعتمادا على تصميمي المهندسين المدنيين فون تراتيور وكريستيانويتش. تميزت دعامات الجسر بأنها مصنوعة من الجرانيت وحديد الزهر على شكل أبو الهول، غير زوج من البوابات المصنوعة من حديد الزهر على الطراز المصري منقوش عليه الحروف الهيروغليفية بالحديد المذهب.
تم استخدام الجسر من قبل المشاة والعربات التي تجرها الخيول. في 20 يناير 1905، انهار الجسر عندما كان يسير عليه سرب من سلاح الفرسان. تم تجديد الجسر في عام 1955 ليظهر بالشكل الحالي والذي يضم تمثالًا لأبي الهول والعديد من التفاصيل الأخرى.

## وصلات خارجية
- Egyptian Bridge, St. Petersburg, Russia - Saint-Petersburg.com
- Egyptian Bridge Federation